# Моделът
„Моделът“ е български игрален филм (мелодрама) от 1930 година, сценарий и режисура Васил Пошев, по Анри Батай.

## Сюжет
Млад художник се влюбва в момичето, което му позира.

## Състав

### Технически екип
| Режисьор  | Васил Пошев |
| Сценарист | Васил Пошев |

## Любопитно
Няколкото реда във вестник „Поход“ (бр. 70-71 / 1941 г., стр. 4) и една снимка са единствените свидетелства за съществуването на този филм.